# 从莞深高速公路
从莞深高速公路是广东省的一条纵向高速公路，粤高速编号S29。线路由增从高速公路、从莞高速公路（后增加清平高速公路）共同组成，起于广州从化区温泉镇卫东村，然后在东莞市凤岗镇大洋湖接深圳外环高速公路，并与之共线，于塘背立交接清平高速公路一路往南，止于深圳罗湖区红岭泥岗立交，途径广州、惠州、东莞、深圳四个地级市，全长120.167公里。

## 分段情况
增从段
全长47.2公里，起于广州市增城区增江街道周山村，途经正果镇、小楼镇、派潭镇，终于从化区温泉镇卫东村，与大广高速公路粤境段呈丁字交叉，途中与广河高速公路、广从公路等道路相交。2008年12月开工建设，2012年8月开通。
从莞段
分为惠州及东莞两段建设，惠州段全长约31公里，采用双向六车道标准建设，起于广州市增城区增江街道光辉村，接增从段，经博罗县福田镇、石湾镇、园洲镇，跨东江接东莞段。2010年3月23日动工，2019年1月28日建成通车。
东莞段全长41.967公里，起于石排镇沙角村，经企石镇、横沥镇、常平镇、樟木头镇、清溪镇、塘厦镇，终于在凤岗镇大洋湖接深圳外环高速，双向六车道，设计时速100公里，计划设11个收费站和1个服务区，计划2010年底动工，2014年建成通车。
从莞高速塘厦段施工进展
此前由于征地拆迁及高压线等原因，影响工程进度的两处“卡脖子”工程已经顺利解决，目前从莞高速塘厦段的路基施工部分，仅剩林村隔水村段200米和塘清路段100米没有完成。目前，80多名施工人员正在加紧进行桥梁的桩基施工。
据介绍，从莞高速塘厦段工程分为路基、桥梁和隧道三部分，其中施工难度最大的石头岭隧道工程已于2014年贯通，待林村隔水村段和塘清路段两处共300米的桥梁工程及路基工程竣工后，从莞高速塘厦段路基工程将全线贯通。
按照施工计划，在完成路基工程后，施工方将进行路面系工程施工及交通标线等工程。

## 互通枢纽及服务设施
| 地区                                                                                         | 里程 | 类型                              | 名称         | 连接                          | 说明           |
| 路段                                                                                         | 路段 | 路段                              | 路段         | 路段                          | 路段           |
| -------------------------------------------------------------------------------------------- | ---- | --------------------------------- | ------------ | ----------------------------- | -------------- |
| 广州市 从化区                                                                                |      | 枢纽                              | 卫东         | 大广高速公路粤境段            |                |
| 广州市 从化区                                                                                |      | 出入口                            | 桃园         | 934县道                       |                |
| 广州市 从化区                                                                                |      | 出入口                            | 灌村         | 灌村东路                      |                |
| 广州市 增城区                                                                                |      | 枢纽                              | 坳背         | 派街高速公路                  |                |
| 广州市 增城区                                                                                |      | 出入口                            | 派潭         | 增派公路                      |                |
| 广州市 增城区                                                                                |      | 停车场 · 加油设施 · 修车站 · 餐厅 | 河洞服务区   | 河洞服务区                    |                |
| 广州市 增城区                                                                                |      | 枢纽                              | 黄岭香       | 广河高速公路                  |                |
| 广州市 增城区                                                                                |      | 出入口                            | 小楼         | 261县道                       |                |
| 广州市 增城区                                                                                |      | 出入口                            | 正果南       | 119省道                       |                |
| 广州市 增城区                                                                                |      | 出入口                            | 增城         | 增江大道北                    |                |
| 惠州市 博罗县                                                                                |      | 停车场 · 加油设施 · 修车站 · 餐厅 | 联和服务区   | 联和服务区                    |                |
| 惠州市 博罗县                                                                                |      | 枢纽                              | 沙埔         | 广惠高速公路                  |                |
| 惠州市 博罗县                                                                                |      | 枢纽                              | 沙迳         | 惠肇高速公路                  |                |
| 惠州市 博罗县                                                                                |      | 出入口                            | 石湾东       | 振兴大道                      |                |
| 惠州市 博罗县                                                                                |      | 出入口                            | 园洲东       | 549村道                       |                |
| 东莞市                                                                                       |      | 出入口                            | 石排         | 石崇大道                      |                |
| 东莞市                                                                                       |      | 枢纽                              | 东部快速     | 东部快速干线                  |                |
| 东莞市                                                                                       |      | 停车场 · 加油设施 · 修车站 · 餐厅 | 横沥东服务区 | 横沥东服务区                  |                |
| 东莞市                                                                                       |      | 枢纽                              | 黄泥塘       | 番莞高速公路                  |                |
| 东莞市                                                                                       |      | 出入口                            | 常平北       | 环城路                        | 常平汽车客运站 |
| 东莞市                                                                                       |      | 枢纽                              | 常平 九江水  | 虎岗高速公路                  | 东莞东站       |
| 东莞市                                                                                       |      | 出入口                            | 樟木头南     | 罗马路                        |                |
| 东莞市                                                                                       |      | (102)                             | 林村         | 惠塘高速公路                  |                |
| 东莞市                                                                                       |      | (104)                             | 清溪         | 清溪大道                      |                |
| 东莞市                                                                                       |      | 出入口                            | 塘清         | 东深二路 莲塘路               | 可经 往深圳    |
| 并行路段                                                                                     |      |                                   |              |                               |                |
| 东莞市                                                                                       |      | 枢纽                              | 凤岗         | 深圳外环高速公路              |                |
| 东莞市                                                                                       |      | 枢纽                              | 桥陇         | 塘厦大道南                    |                |
| 深圳市 龙华区                                                                                |      | 枢纽                              | 塘背         | 深圳外环高速公路 清平高速公路 |                |
| 1.000 英里 = 1.609 千米；1.000 千米 = 0.621 英里 并行路段 • 已关闭／取消 • 限制进入 • 未开放 |      |                                   |              |                               |                |

塘背立交—清水河段请参见清平高速公路